# Беннігайм
Беннігайм (нім. Bönnigheim) — місто в Німеччині, знаходиться в землі Баден-Вюртемберг. Підпорядковується адміністративному округу Штутгарт. Входить до складу району Людвігсбург.
Площа — 20,14 км2. Населення становить 8190 ос. (станом на 31 грудня 2020).